# Dihelus flavosternum
Dihelus flavosternum är en stekelart som beskrevs av Gupta 1979. Dihelus flavosternum ingår i släktet Dihelus och familjen brokparasitsteklar. Inga underarter finns listade i Catalogue of Life.